# Оуэн (округ, Индиана)
О́уэн (англ. Owen County) — округ в штате Индиана, США. Официально образован в 1819 году. По состоянию на 2010 год, численность населения составляла 21 575 человек.

## География
По данным Бюро переписи США, общая площадь округа равняется 1 004,455 км2, из которых 997,902 км2 суша и 6,579 км2 или 0,650 % это водоёмы.

## Климат
Климат в этой области характеризуется жарким влажным летом и, как правило, мягкой или прохладной зимой. Согласно системе классификации климатов Кёппена, в Оуэне влажный субтропический климат, на климатических картах обозначаемый аббревиатурой «Cfa».

## Население
По данным переписи населения 2000 года в округе проживает 21 786 жителей в составе 8 282 домашних хозяйств и 6 194 семей. Плотность населения составляет 22,00 человека на км2. На территории округа насчитывается 9 853 жилых строений, при плотности застройки около 10,00-ти строений на км2. Расовый состав населения: белые — 98,21 %, афроамериканцы — 0,25 %, коренные американцы (индейцы) — 0,37 %, азиаты — 0,17 %, гавайцы — 0,02 %, представители других рас — 0,16 %, представители двух или более рас — 0,82 %. Испаноязычные составляли 0,75 % населения независимо от расы.
В составе 33,60 % из общего числа домашних хозяйств проживают дети в возрасте до 18 лет, 62,30 % домашних хозяйств представляют собой супружеские пары проживающие вместе, 8,50 % домашних хозяйств представляют собой одиноких женщин без супруга, 25,20 % домашних хозяйств не имеют отношения к семьям, 21,30 % домашних хозяйств состоят из одного человека, 8,90 % домашних хозяйств состоят из престарелых (65 лет и старше), проживающих в одиночестве. Средний размер домашнего хозяйства составляет 2,60 человека, и средний размер семьи 3,00 человека.
Возрастной состав округа: 26,60 % моложе 18 лет, 7,20 % от 18 до 24, 28,80 % от 25 до 44, 24,50 % от 45 до 64 и 24,50 % от 65 и старше. Средний возраст жителя округа 38 лет. На каждые 100 женщин приходится 99,00 мужчин. На каждые 100 женщин старше 18 лет приходится 97,80 мужчин.
Средний доход на домохозяйство в округе составлял 36 529 USD, на семью — 41 282 USD. Среднестатистический заработок мужчины был 32 011 USD против 21 782 USD для женщины. Доход на душу населения составлял 16 884 USD. Около 6,10 % семей и 9,40 % общего населения находились ниже черты бедности, в том числе — 12,00 % молодежи (тех, кому ещё не исполнилось 18 лет) и 8,00 % тех, кому было уже больше 65 лет.